# NGC 882
NGC 882 is een lensvormig sterrenstelsel in het sterrenbeeld Ram. Het hemelobject werd op 11 januari 1831 ontdekt door de Britse astronoom John Herschel.

## Synoniemen
- PGC 8874
- UGC 1789
- MCG 3-6-52
- ZWG 462.1
- ZWG 461.73
- NPM1G +15.0088